# ホセ・マヌエル・モレノ (サッカー選手)
ホセ・マヌエル・モレノ・フェルナンデス（José Manuel Moreno Fernández、1916年8月3日 - 1978年8月26日）は、アルゼンチン・ブエノスアイレス州出身のサッカー選手。ポジションはフォワード（インサイド・ライト）。1940年代に「ラ・マキナ (機械)」と呼ばれたCAリーベル・プレートの一員である。
2000年には、国際サッカー歴史統計連盟により20世紀最高の選手を決めるランキングにおいて25位、南米部門では5位に選ばれた。

## 経歴

### クラブ
ブエノスアイレス州ラ・ボカで生まれる。15歳でボカ・ジュニアーズのトライアウトを受けるも不合格に終わった。アルゼンチンサッカー協会によると、モレノは「近いうちにこのことを後悔するだろう」と言ったとされる。その後、1933年にボカ・ジュニアーズのライバルチームであるCAリーベル・プレートのリザーブチームに加入。

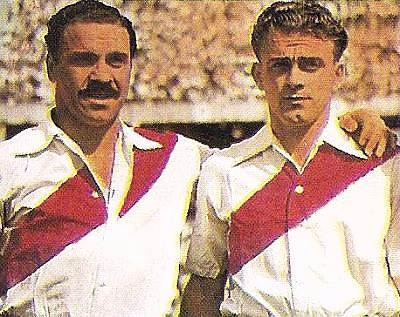
モレノ (左) とアルフレッド・ディ・ステファノ (右)

18歳の頃、他の若い選手と共にブラジルツアーのメンバーに選ばれ、ボタフォゴFR戦でリーベル・プレートのトップチームでデビューした。1935年3月17日のCAプラテンセ戦でプリメーラ・ディビシオンでデビュー。その試合では1得点を挙げ、2-1での勝利に貢献した。1936年、1937年のリーグ優勝に大きな役割を果たし、アンヘル・ラブルナ、アドルフォ・ペデルネラ、フェリックス・ロウストウ、フアン・カルロス・ムニョスらと共に「La Maquina (機械)」と呼ばれるチームを構成した。
1944年、前年から始まったメキシコリーグのクルブ・エスパーニャに加入。1943-44シーズンには2位となり、その翌シーズンにはリーグ初優勝を果たした。1946年にリーベル・プレートへと戻った。その後もボカ・ジュニアーズなど様々なクラブでプレーし、1954年にインデペンディエンテ・メデジンへと移籍。ここでは、選手兼任監督としてプレーした。1955年にコロンビアリーグを優勝し、4つの異なる国（アルゼンチン、メキシコ、チリ、コロンビア）のリーグで優勝を経験した初めての選手となった。1961年に現役を引退。同年、インデペンディエンテ・メデジン対ボカ・ジュニアーズの引退試合が行われた。
引退後は1959年にアルゼンチン代表を率いたほか、ボカ・ジュニアーズやCAウラカン、CSDコロコロなどのクラブの監督を務めた。

### 代表
アルゼンチン代表として34試合に出場して19得点を挙げた。
1941年、1942年、1947年と南米選手権で3度優勝を経験。1942年大会では7得点を挙げ、同国代表のエルミニオ・マサントニオと並んで得点王となった。そのほか、1947年大会では大会最優秀選手にも選ばれた。モレノは同大会で計13得点を記録し、大会歴代最多得点者となっている。また、エクアドル代表との試合で、大会500ゴール目も記録した。

## タイトル

### クラブ
リーベル・プレート
- アルゼンチン・リーグ : 1936, 1937, 1941, 1942, 1945
- コパ・アルダオ : 1936, 1937, 1941, 1947

クラブ・エスパーニャ
- メキシコ・リーグ : 1944-45

ウニベルシダ・カトリカ
- チリ・リーグ : 1949

インデペンディエンテ・メデジン
- コロンビア・リーグ : 1955, 1957

### 代表
アルゼンチン代表
- 南米選手権 : 1941, 1942, 1947